# Clementine Swartz

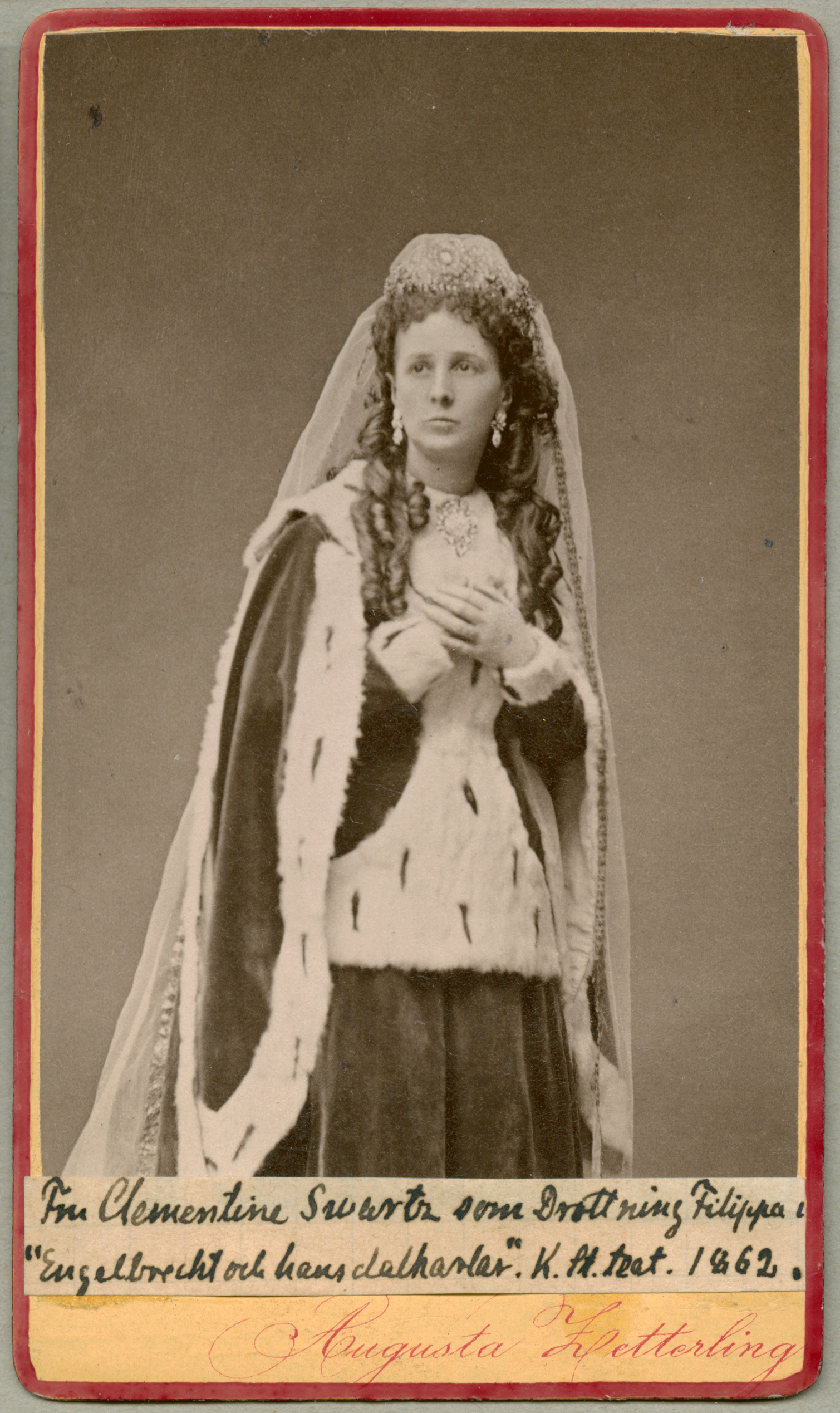
Clementine Swartz, rollporträtt - SMV - H8 084

Rosa Alfonsina Clementina (Clementine) Swartz, född Fehrnström den 15 februari 1835 i Uleåborg, död 7 december 1923, var en svensk skådespelare, verksam vid Dramaten åren 1853–1888. Från 1854 var hon gift med skådespelaren Edvard Swartz.

## Biografi
Clementine Swartz var dotter till skådespelaren Robert Fehrnström och Augusta Fredrika Grönlund. Vid 15 års ålder blev hon anställd vid Oscar Anderssons teatersällskap, och med detta kom hon sommaren 1853 till Humlegårdsteatern. Där ådrog hon sig uppmärksamhet genom "sina sällsynt fina anletsdrag, den smärta, höga gestalten samt en medfödd eller åtminstone tidigt förvärfvad förmåga att med värdighet och ledigt behag röra sig på skådebanan". 
Hennes uppträdande på Humlegårdsteatern ledde till engagemang vid Kungliga Teatern. Där gjorde hon en lyckad debut som Preciosa den 19 oktober 1853, och från den 1 november samma år tillhörde hon sedan oavbrutet den kungliga scenen i 35 år.
Bland Swartz roller vid de kungliga scenerna kan nämnas Drottning Filippa i Engelbrekt och hans dalkarlar, Aline i En boja, Regissa i Sven Dyrings hus, Agnes Sorel i Jungfrun av Orleans, Drottningen i Richard II, titelrollen i Maria Leczinska, Christina i Folkungalek, Ulrika Eleonora i Karl XI, Maria i Väringarne, Blanche i Gammalt och nytt, Anna i Sten Sture den yngre, Thusnelda i Släktingar, Julia i Smädeskrivaren, Ofelia i Hamlet, Fru Bernard i Familjen Fourchambault, Rektorskan i Räddad och Majorskan i Frans Hedbergs Dagtingan, där hon gav "en humoristisk blandning af en ståtlig världsdam och en rättfram gammaldags husregentinna".
Hon tilldelades medaljen Litteris et artibus av Oscar II.

## Teater

### Roller (ej komplett)
| År   | Roll                               | Produktion                                                | Regi           | Teater                      |
| ---- | ---------------------------------- | --------------------------------------------------------- | -------------- | --------------------------- |
| 1863 | Anna Gyllenstierna                 | Siri Brahe och Johan Gyllenstierna Gustav III             |                | Kungliga Dramatiska Teatern |
| 1863 | Emmeline                           | Så kallade Hedersmän Théodore Barrière och Ernest Capendu |                | Kungliga Dramatiska Teatern |
| 1868 | Hedvig Sofia                       | Lejonet vaknar Frans Hedberg                              |                | Kungliga Dramatiska Teatern |
| 1872 | Elisabeth, Edvard den fjerdes enka | Konung Richard den Tredje William Shakespeare             |                | Kungliga Dramatiska Teatern |
| 1876 |                                    | Hamlet William Shakespeare                                | Nils Arvidsson | Kungliga Dramatiska Teatern |
| 1876 | Majorskan, brukspatrons mor        | Dagtingan Frans Hedberg                                   |                | Kungliga Dramatiska Teatern |
| 1885 | Geheimerådinnan                    | Ambrosius Chr. K.F. Molbech                               | Victor Hartman | Kungliga Dramatiska Teatern |